# Gwisinboneun hyeongsa, Cheo-yong
Gwisinboneun hyeongsa, Cheo-yong (kor.: 귀신보는 형사, 처용, MOCT: Gwisinboneun hyeongsa, Cheo-yong, znana także jako Cheo-yong) – południowokoreański, kryminalny serial telewizyjny emitowany w 2014 roku na kanale OCN. Główne role odgrywają w nim Oh Ji-ho, Oh Ji-eun oraz Jun Hyoseong. 
W drugim sezonie, emitowanym w 2015 roku, do swych ról powrócili Oh Ji-ho oraz Jun Hyoseong. W roli nowej partnerki głównego protagonisty obsadzona została Ha Yeon-joo.
Pierwszy sezon serialu składa się z 10 odcinków i został wyemitowany od 9 lutego do 6 kwietnia 2014 roku. Drugi sezon również składa się z 10 odcinków emitowanych od 23 sierpnia do 18 października 2015 roku.

## Znaczenie tytułu
Imię głównego bohatera - Cheo-yong, nawiązuje do bohatera baśni z czasów królestwa Silla. W baśni tej Cheo-yong odkrywa, że jego żona zdradziła go z bóstwem zarazy, ale jego  spokojna reakcja na tyle zaimponowała bóstwu, że ten obiecał nie zbliżać się do miejsc gdzie chociażby będzie narysowana twarz Cheo-yonga. Od tamtego czasu postać Cheo-yonga została utożsamiona z odstraszaniem złych duchów.

## Fabuła
Detektyw Yoon Cheo-yong urodził się z niezwykłymi zdolnościami, pozwalającymi mu widzieć, słyszeć i dotykać duchów. Ten niezwykły wgląd w rzeczywistość pozwala mu szybko rozwiązywać nawet bardzo trudne sprawy. Rozwiązuje kolejne zagadki korzystając z pomocy swojej partnerki z policji, Ha Sun-woo, oraz Han Na-young, ducha licealistki ze smykałką do dedukcji.

## Obsada

### Główna
- Oh Ji-ho jako Yoon Cheo-yong, detektyw, traci partnera w tragicznych okolicznościach, co sprawia, że z prominentnego detektywa zostaje zredukowany do szeregowego policjanta. Dopiero po spotkaniu Han Na-young wraca do pracy jako detektyw. Urodził się z nadprzyrodzonymi zdolnościami, pozwalającymi mu widzieć, słyszeć i dotykać duchów. Ten niecodzienny wgląd w rzeczywistość pomaga mu szybciej rozwiązywać sprawy kryminalne.

- Oh Ji-eun jako Ha Sun-woo (1. seria), detektyw znana ze swojego uporu.

- Jun Hyoseong jako Han Na-young[5][6], duch tryskającej energią licealistki, która nawiedza posterunek policji na którym pracują Sun-woo i Cheo-yong, pomagając im w rozwiązywaniu spraw.

- Ha Yeon-joo jako Jung Ha-yoon (2. seria)

### Drugoplanowi
- Choi Deok-moon jako Yang Soo-hyuk
- Yoo Seung-mok jako Byun Gook-jin
- Yeon Je-wook jako Lee Jong-hyun
- Yoo Min-kyu jako Park Min-jae (1. seria)
- Joo Jin-mo jako Kang Ki-young (2. seria)
- Kim Kwon jako Han Tae-kyung (2. seria)

### Gościnnie (1. seria)
- Baek Sung-hyun jako Jang Dae-seok (odcinek 1, 9-10)
- Kang Ki-hwa jako Min Joo-yeon (odcinek 1)
- Kim Young-jae jako lekarz (odcinek 1)
- Jeon Ji-ahn jako Kim Hye-sun (odcinek 2)
- Oh Hee-joon jako łowca duchów (odcinek 2)
- Moon Se-yoon jako łowca duchów (odcinek 2)
- Jung So-young jako Choi Yeon-seo / Kang Mi-soo (odcinek 3)
- Kwon Min jako Song Byung-chang (odcinek 3)
- Jang Eun-ah jako Oh Hyun-jin (odcinek 3)
- Jo Jae-wan jako Kim Jae-kwang (odcinek 3)
- Woo Jin-hee jako Kang Je-yi (odcinek 4)
- Jo Deok-hyun jako wicedyrektor (odcinek 4)
- Kim Na-hyun jako Park Seul-gi (odcinek 4)
- Ji Su-min jako uczeń (odcinek 4)
- Jeon Chang-gul jako rybak (odcinek 6)
- Lee Sang-in jako  Lee Dong-mi (odcinek 6)
- Kang Sung-pil jako duch (odcinek 6)
- Kang Sung-min jako Choi Yong-joon (odcinek 6)
- Lee Jae-hee jako młody Yong-joon
- Kim Hee-ryung jako Ahn Gil-ja, matka Yong-joona (odcinek 6)
- Yeom Hye-ah jako Jang Hye-ji (odcinek 7)
- Jo Yong-jin jako Lee Byung-hoon (odcinek 7)
- Yang Eun-yong jako Park Myung-hee (odcinek 7)
- Kang Suk-jung jako Im Dong-chul (odcinek 7)
- Seo Ho-chul jako Park Yoo-seok (odcinek 7)
- Heo Jung-kyu jako Uhm Jin-won (odcinek 7)
- Park Woo-chun jako Jo Byung-woo (odcinek 8)
- Oh Min-suk jako Han Tae (odcinek 10)
- Park Jung-hak jako Moon Doo-hyun (odcinek 10)

## Lista odcinków

### Seria pierwsza
| N/o | #  | Tytuł                                                            | Premiera        |
| --- | -- | ---------------------------------------------------------------- | --------------- |
| 1   | 1  | Gwisinboneun hyeongsa PART I 귀신보는 형사 PART I                | 9 lutego 2014   |
| 2   | 2  | Gwisinboneun hyeongsa PART II 귀신보는 형사 PART II              | 9 lutego 2014   |
| 3   | 3  | Yeonghon-ui mesiji 영혼의 메시지                                 | 16 lutego 2014  |
| 4   | 4  | Memolijeu 메모리즈                                               | 23 lutego 2014  |
| 5   | 5  | Chimmug-ui dosi 침묵의 도시                                      | 2 marca 2014    |
| 6   | 6  | Dol-ikil su eobsneun 돌이킬 수 없는                              | 9 marca 2014    |
| 7   | 7  | Ag-ui gamyeon 악의 가면                                          | 16 marca 2014   |
| 8   | 8  | Eopeonjeong-ui 어펀정의                                          | 23 marca 2014   |
| 9   | 9  | Sin-ege beolimbad-eun namja PART I 신에게 버림받은 남자 PART I   | 30 marca 2014   |
| 10  | 10 | Sin-ege beolimbad-eun namja PART II 신에게 버림받은 남자 PART II | 6 kwietnia 2014 |

### Seria druga
| N/o | #  | Tytuł                                     | Premiera             |
| --- | -- | ----------------------------------------- | -------------------- |
| 1   | 11 | Bineoseu Part 1 비너스 Part 1             | 23 sierpnia 2015     |
| 2   | 12 | Bineoseu Part 2 비너스 Part 2             | 23 sierpnia 2015     |
| 3   | 13 | Kiseu obeu deseu 키스 오브 데스           | 30 sierpnia 2015     |
| 4   | 14 | Hwansaeng 환생                            | 6 września 2015      |
| 5   | 15 | Balamgaebi 바람개비                       | 13 września 2015     |
| 6   | 16 | Memolijeu 2 메모리즈 2                    | 20 września 2015     |
| 7   | 17 | Jinsil-ui sigeuneol 진실의 시그널         | 27 września 2015     |
| 8   | 18 | Sal-in-ui chueog 살인의 추억              | 4 października 2015  |
| 9   | 19 | Agmaui jeong-ui Part 1 악마의 정의 Part 1 | 11 października 2015 |
| 10  | 20 | Agmaui jeong-ui Part 2 악마의 정의 Part 2 | 18 października 2015 |

## Ścieżka dźwiękowa
| Nr | Tytuł utworu              | Długość |
| -- | ------------------------- | ------- |
| 1. | „잃어버린 것들” (Horan)   | 3:41    |
| 2. | „Secret Marriage” (W&JAS) | 4:15    |
|    |                           | 7:56    |